# Мезговци об Песници
Мезговци об Песници (словен. Mezgovci ob Pesnici) је насељено место у општини Дорнава, Подравска регија, Словенија.

## Историја
До територијалне реорганизације у Словенији били су у саставу старе општине Птуј.

## Становништво
У попису становништва из 2011. године, Мезговци об Песници су имали 485 становника.
| Број становника према пописима | Број становника према пописима | Број становника према пописима |
| ------------------------------ | ------------------------------ | ------------------------------ |
| 1991                           | 2002                           | 2011                           |
| 416                            | 455                            | 485                            |

Напомена: До 1955. исказивано под именом Мезговци.